# Алеч
А́леч (іноді Алечський льодовик або Великий Алецький льодовик; нім. Grosser Aletschgletscher) — найбільший льодовик Європи, 24,7 км довжиною. Починається на південних схилах гори Юнгфрау в Бернських Альпах, Швейцарія, і спускається у бік долини річки Рона. Площа — близько 117,6 км².
Алеч покриває площу 86,63 км² (станом на 1973), а з урахуванням площі чотирьох фірнових басейнів, що живлять його, — близько 117,6 км² (станом на 2002).
Льодовик примітний тим, що, спускаючись схилами в долину, створив каньйон, чимось схожий на рукотворну дорогу.
Загальна протяжність льодовика Алеч становить близько 24 кілометрів.
У грудні 2001 Великий Льодовик Алеч був включений ЮНЕСКО в список Всесвітньої спадщини в складі регіону Юнгфрау — Алеч — Бічхорн.